# Функциональная группа

Бензил ацетат имеет эфирную функциональную группу (показано красным), ацетильную группу (зелёная) и бензильную группу (оранжевая).

Функциона́льная гру́ппа — атом или группа атомов, которые, являясь структурными фрагментами разных химических соединений, проявляют похожие химические свойства. Определяют характерные физические и химические свойства класса химических соединений.
Согласно номенклатуре ИЮПАК функциональными группами следует называть только фрагменты молекул органических соединений, отвечающие за их реакционную способность, в противовес химически нереакционнособным в рассматриваемых условиях частям молекул (например, углеводородные фрагменты, состоящие из sp3-гибридизованных атомов углерода, в том числе в полимерах). В ряде случаев фрагменты неорганических соединений также принято называть функциональными группами, например, сульфогруппа (-SO3H) во фторсульфоновой кислоте (FSO3H).
В качестве функциональных групп рассматривают также одиночные атомы (металлы, галогены), а также заместители, содержащие двойные связи алкенов, тройные связи алкинов, π-электронные системы сопряжённых диенов и ароматических углеводородов, если хотят показать их характерную реакционную способность.
Реакционная способность функциональной группы может зависеть от её окружения в молекуле, особенно от наличия в ней других функциональных групп. Соединения, в которых присутствуют несколько одинаковых или разных функциональных групп, называют полифункциональными.

## Неоднозначность определения
Номенклатура ИЮПАК для целей наименования органических соединений вводит несколько иное определение функциональной или характеристической группы, чем приведено в основном Глоссарии. В этом случае функциональные группы определяются на основании исключительно структурных особенностей как различные заместители (атомы или группы атомов), занимающие место атомов водорода в родоначальном гидриде или родоначальной структуре (алканы — для большинства органических соединений) и связанные с ним посредством связи, отличной от связи С-С. При этом отмечается, что правило не является жестким, и что ряд групп, такие как -СООН, -С≡N, также следует рассматривать как функциональные. Такое определение подразумевает наличие в функциональной группе гетероатома, однако данные правила воздерживаются от жесткого вывода по этому поводу. Дальнейшие принципы присвоения названия соединения основаны на ранжировании функциональных (характеристичных) групп и вынесении в суффиксную часть названия самой старшей из них (главной функциональной группы), а в приставочную часть — названий младших функциональных групп.

## Примеры функциональных групп
Известно более 100 функциональных групп.
1. Функциональные группы, содержащие атом кислорода:
  - гидроксильная -ОН,
  - карбонильная >С=O
  - карбоксильная -COOH
  - алкоксильная -OR (типа -ОСН3) и др.
2. Функциональные группы, содержащие атом азота:
  - аминогруппа -NH2
  - нитрогруппа -NO2
  - нитрозогруппа -NO
  - нитрильная группа или цианогруппа -CN
  - гидразинная -NHNH2
  - амидная -CONH2 и др.
3. Функциональные группы, содержащие атом серы:
  - тиольная (сульфгидрильная, меркапто-) -SH
  - сульфидная >S
  - дисульфидная -S-S-
  - сульфоксидная >S=O,
  - сульфонная >SO2 и др.
4. Функциональные группы, содержащие ненасыщенные углерод-углеродные связи:
  - двойные и тройные связи (в том числе сопряжённые диеновые системы) -С=С-, -С≡С-
  - ароматические фрагменты -С6H5 и др.
5. Функциональные группы, содержащие прочие атомы:
  - атомы металлов -Li
  - атомы галогенов -Cl, и др.

Молекулы, в состав которых входит больше чем одна функциональныая группа называются полифункциональными.
При построении названия органического соединения, согласно номенклатуре ИЮПАК, отталкиваются от наличия в данном соединении функциональных групп.

## Таблица функциональных групп

### Углеводородные группы
| Класс органических соединений | Группа  | Формула      | Структурная формула | Приставка | Суффикс | Пример                    |
| ----------------------------- | ------- | ------------ | ------------------- | --------- | ------- | ------------------------- |
| Алканы                        | Алкил   | RH           | Алканы              | алкил-    | -ан     | Этан                      |
| Алкены                        | Алкенил | R2C=CR2      | Алкены              | алкенил-  | -ен     | этилен (Этен)             |
| Алкины                        | Алкинил | RC≡CR'       | Алкины              | алкинил-  | -ин     | Ацетилен (Этин)           |
| Производные бензола           | Фенил   | RC6H5 RPh    | Производные бензола | фенил-    | —       | Кумол (2-фенилпропан)     |
| Производные толуола           | Бензил  | RCH2C6H5 RBn | Бензил              | бензил-   | —       | Бензилбромид (бромтолуол) |

Известно множество других функциональных групп из этой категории, носящих специфические названия, например: изопропил, трет-бутил и т. д.

### Галогеновые группы
| Класс органических соединений | Группа  | Формула | Структурная формула | Приставка | Суффикс        | Пример                  |
| ----------------------------- | ------- | ------- | ------------------- | --------- | -------------- | ----------------------- |
| Галогеналканы                 | галоген | RX      | Галогеновая группа  | галоген-  | алкилгалогенид | Хлорэтан (Этилхлорид)   |
| Фторалканы                    | Фтор    | RF      | Фторалканы          | фтор-     | алкилфторид    | Фторметан (Метилфторид) |
| Хлоралканы                    | Хлор    | RCl     | Хлоралканы          | хлор-     | алкилхлорид    | Хлорметан (Метилхлорид) |
| Бромалканы                    | Бром    | RBr     | Бромалканы          | бром-     | алкилбромид    | Бромметан (Метилбромид) |
| Иодалканы                     | Иод     | RI      | Иодалканы           | йод-      | алкилиодид     | Иодметан (Метилиодид)   |

### Функциональные группы, содержащие кислород
Эфирная группа (R1-O-R2) — простые эфиры (ethers) — два углеводородных радикала, соединённые через атом кислорода
Карбонильная группа (R1-C(O)-R2)
Альдегидная группа (H-C(O)-R1)
Карбоксильная группа (R1-С(O)-OH)

Сложноэфирная группа (R1-C(O)-O-R2) — сложные эфиры (esters) — продукты реакции этерификации между карбоновой кислотой и спиртом

### Функциональные группы, содержащие азот
Аминогруппа (NH2-R1)
Нитрогруппа (R1-NO2)
Нитрозогруппа (R1-N(O))

### Функциональные группы, содержащие серу
Сульфогруппа (R1-SO3H)
Сульфиногруппа (R1-SO2H)
Гидроксисульфанил (R1-SOH)